# Liste der Straßennamen von Frankfurt am Main/A

## Ab

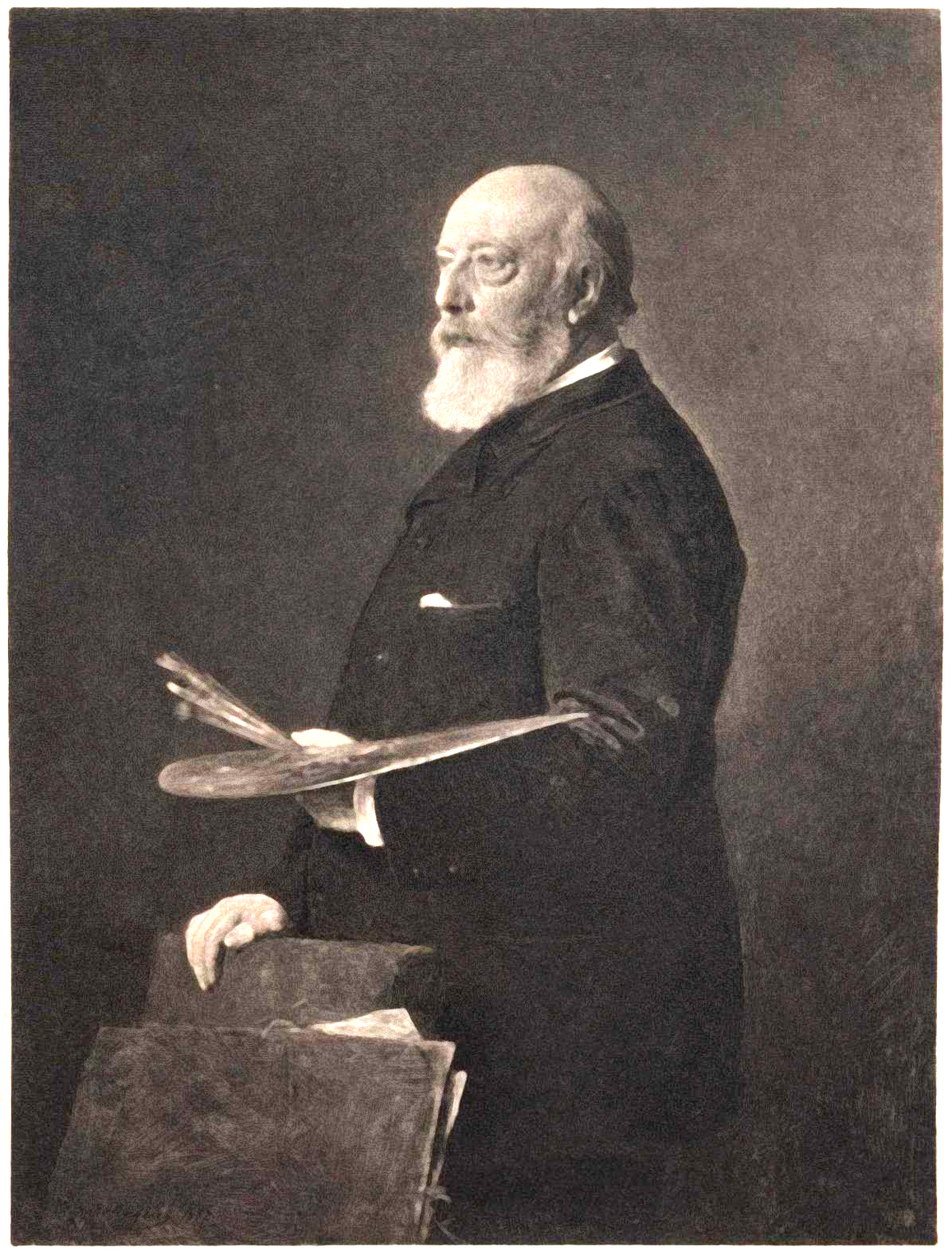
Andreas Achenbach

Abflugring, Flughafen
Der Abflugring umfasst sowohl einen Teil der Schnellstraße B 43 als auch die Hochstraße vor Terminal 1 des Flughafens, von der aus man in den Abflugbereich (Ebene 2) gelangt.
Abtsgäßchen, Sachsenhausen
1893 trat die Familie Abt ihr Grundstück zum Bau dieser Straße ab.
Achenbachstraße, Sachsenhausen
Andreas Achenbach (1815–1910), Maler und Radierer, war 1837–1838 im Städel tätig. Dort hängt auch eines seiner Bilder.
Ackermannstraße, Gallus
Wilhelm Heinrich Ackermann (1789–1848), Pädagoge und Pestalozzischüler, lehrte an der Musterschule. Die Schule in dieser Straße trägt seinen Namen.
Adalbert-Stifter-Straße, Ginnheim
Adalbert Stifter (1805–1868), österreichischer Schriftsteller, Maler und Pädagoge.
Adalbertstraße, Bockenheim, früher Schöne Aussicht
Adalbert Hengsberger (1853–1923) war der letzte Bockenheimer Bürgermeister vor der Eingemeindung nach Frankfurt.
Adam-Heinstadt-Straße, Nieder-Eschbach
Adam Heinstadt (1915–1981), Pfarrer der Gesamtpfarrei Ober-Erlenbach, ließ 1966/67 die Kirche St. Stephanus in Nieder-Eschbach erbauen.
Adam-Leis-Straße, Heddernheim
Adam Leis (1892–1942), Gärtner und Mitglied der KPD. Wurde vom Volksgerichtshof zum Tode verurteilt und in Frankfurt-Preungesheim hingerichtet.
Adam-Opel-Straße, Fechenheim
Adam Opel (1837–1895), Gründer der Adam Opel AG. Diese begann als Nähmaschinenfabrik, stellte dann Fahrräder her und startete 1898 mit der Automobilproduktion.
Adam-Riese-Platz und Adam-Riese-Straße, Gallus
Adam Ries (1492–1559), deutscher Mathematiker. Volkstümlich ist die Redewendung „nach Adam Riese“, was besagt, dass etwas mathematisch korrekt ist.
Adelheidstraße, Eckenheim
Nach dem Namen einer Gräfin aus dem Geschlecht der Hanauer, zu deren Herrschaft auch Eckenheim gehörte.
Adelonstraße, Höchst
Andreas Adelon, Höchster Bürgermeister von 1860 bis 1869. Es gelang ihm 1863, dass sich dort die Farbwerke Hoechst ansiedelten, die den wirtschaftlichen Aufschwung zu einer Industriestadt nachhaltig prägten.
Adickesallee, Nordend-West
Franz Adickes (1846–1915) war 22 Jahre lang Oberbürgermeister von Frankfurt und einer der bedeutendsten Inhaber dieses Amtes.
Adlerflychtplatz, -straße, Nordend-West
Eine berühmte Frankfurter Familie schwedischer Herkunft. Die bekanntesten Familienmitglieder sind der „Ältere Bürgermeister“ Johann Christoph von Adlerflycht (1729–1786), der Jurist Justinian von Adlerflycht (1761–1831) und seine Gattin Elisabeth von Adlerflycht.
Adolf-Haeuser-Straße, Höchst
Adolf Haeuser (1857–1938) war Generaldirektor der angrenzenden Farbwerke Hoechst. Zusammen mit seiner Frau Luisa gründete er Stiftungen für Kunst und Kultur in Frankfurt, Forschung in den Naturwissenschaften und für bedürftige Mitbürger.
Adolf-Leweke-Straße, Eckenheim
Der christliche Gewerkschafter Adolf Leweke (1891–1970) war nach dem Zweiten Weltkrieg Mitbegründer der Frankfurter CDU.
Adolf-Meyer-Straße, Kalbach-Riedberg
Adolf Meyer (1881–1929), Architekt, zeitweise Büroleiter und Partner von Walter Gropius, Lehrer und Meister des Bauhauses in Weimar. Wirkte als Baurat beim Projekt Neues Frankfurt und als Dozent an der Städelschule. Entwarf diverse Frankfurter Bauten.
Adolf-Miersch-Straße, Niederrad
Adolf Miersch (1887–1955), war letzter Bürgermeister in Fechenheim (1926), das 1928 nach Frankfurt eingemeindet wurde. Dort übernahm er das Tiefbauamt, später auch das Hochbauamt. Als Stadtplaner entwickelte Adolf Miersch nach 1946 den Generalbebauungsplan der Frankfurter Innenstadt. Ehrenbürger der Universität.
Adolf-Reichwein-Straße, Dornbusch
Adolf Reichwein (1898–1944), deutscher Pädagoge, Wirtschaftswissenschaftler und Kulturpolitiker der SPD. Widerstandskämpfer, 1944 in Berlin-Plötzensee hingerichtet.
Adolfstraße, Niederrad
Herzog Adolf von Nassau (1817–1905), wurde 1890 Großherzog Adolf I. von Luxemburg.
Adolph-Prior-Straße, Sossenheim
Adolph Prior (1826–1896), Stadtverordnetenvorsteher von 1871 bis 1873.
Adolph-von-Holzhausen-Park, Nordend
Rittmeister Adolph von Holzhausen (1866–1923), letzter Angehöriger der Patrizierfamilie Holzhausen, war kinderlos und vermachte seinen weitläufigen Park der Stadt Frankfurt. Von dem riesigen Areal ist heute nur noch ein Achtel Park, der Rest bebaut.
Aennchengasse, Altstadt
Ein kleines Sackgässchen in der 1944 vernichteten Altstadt, das westlich vom Trierischen Plätzchen (heute ein Teil der Hasengasse) abzweigte und zum Maulbeerhof führte, etwa im Bereich der heutigen Kleinmarkthalle.
Affengasse, Altstadt
Winziges Seitengässchen der Schnurgasse, der heutigen Berliner Straße, lag im Bereich von deren südlichem Bürgersteig, zwischen Kruggasse und der ehemaligen Neuen Gasse. Der Name dürfte auf ein gleichnamiges Haus zurückgehen.
Affentorplatz, Sachsenhausen-Nord
Der Name leitet sich vom Aschaffenburger Tor ab, dem ehemaligen südöstlichen Stadttor Frankfurts. Nach anderen sprachlichen Deutungen könnte dies auch das Offenbacher Tor bedeuten (vom mittelhochdeutschen „ouwe“), die Landstraße führte von hier zum nahen Offenbach. Auch könnte am Tor, so lautet eine andere Deutung, ein Ave-Maria-Gebetstein gestanden haben, welcher sich im Laufe der Zeit zum „Affentor“ wandelte.
Ahrtalstraße, Schwanheim
Die Ahr, 86 km langer Nebenfluss des Rheins. Sie entspringt im Eifelort Blankenheim im Ahrgebirge (Nordrhein-Westfalen) und mündet zwischen Sinzig und Remagen in Rheinland-Pfalz in den Rhein.
Airportring, Flughafen
Die westliche Umgehungsstraße um den Frankfurter Flughafen.

## Al
Albanusstraße, Höchst (zuvor Humboldtstraße)
Infolge der Eingemeindung nach Frankfurt zur Erinnerung an das ehemalige Benediktinerkloster St. Alban zu Mainz so umbenannt.
Albert-Blank-Straße, Sindlingen
Albert Blank (1863–1936), ab 1902 Chef der Finanzverwaltung der Farbwerke Hoechst. Ehrenbürger der Stadt Höchst.
Albert-Einstein-Straße, Nieder-Eschbach
Albert Einstein (1879–1955), einer der bedeutendsten Physiker des 20. Jahrhunderts. Einsteins Hauptwerk ist die Relativitätstheorie, die das Verständnis von Raum und Zeit revolutionierte. 1921 Nobelpreis für Physik.
Albert-Linel-Straße, Kuhwald (Bockenheim)
Albert Linel (1833–1916) war ein Frankfurter Kunstsammler und Mäzen, begraben auf dem jüdischen Friedhof. Er vermachte seine bedeutende Sammlung dem Museum für angewandte Kunst unter der Bedingung, dass sein Name erhalten bliebe. Deswegen überstand diese jüdische Straßenbezeichnung als einzige das Dritte Reich.
Albert-Mangelsdorff-Allee, Praunheim (kurzfristig bestehende und 2012 wieder aufgehobene Straßenbezeichnung)
Albert Mangelsdorff (1928–2005) Frankfurter Jazz-Posaunist.
Albert-Schweitzer-Straße, Nieder-Eschbach
Albert Schweitzer (1875–1965), evangelischer Theologe, Orgelkünstler, Musikforscher, Philosoph und Arzt. Vielen bekannt geworden als Urwalddoktor, da er in Lambarene/Gabun eine Klinik betrieb. Diverse Schulen in Deutschland sind nach ihm benannt.
Albusstraße, Innenstadt
Herkunft unklar. Es gibt mehrere Deutungsversuche. Möglicherweise nach dem vormaligen Besitzer des Anwesens, der Patrizierfamilie Weiß, die ihren Namen in Albus latinisiert hatte.
Alemannenweg, Unterliederbach
Die Alemannen, germanischer Volksstamm, besiedelten nach der Völkerwanderung große Teile Süd- und Südwestdeutschlands, des Elsass, der Schweiz und Vorarlbergs. Noch heute werden alemannische Dialekte in Baden-Württemberg und der Schweiz gesprochen. Der Begriff hat sich in vielen Sprachen als Synonym für deutsch erhalten, z. B. im französischen Allemagne oder im türkischen Almanya.
Alexander-Riese-Weg, Heddernheim
Alexander Riese (1840–1922). Altertumsforscher, war an Ausgrabungen römischer Funde in Heddernheim maßgeblich beteiligt.
Alexanderstraße, Rödelheim
Alexander der Große (356–323 v. Chr.), makedonischer König von 336 bis 323 vor Christus.
Alfred-Brehm-Platz, Ostend
Alfred Edmund Brehm (1829–1884), deutscher Zoologe und Schriftsteller. Sein Name wurde durch den Buchtitel Brehms Tierleben zu einem Synonym für populärwissenschaftliche zoologische Literatur. An dieser Stelle liegt der Frankfurter Zoo, populär geworden durch Bernhard Grzimek.
Alfred-Delp-Straße, Sachsenhausen
Alfred Delp (1907–1945) deutscher Jesuit und Mitglied des Kreisauer Kreises im Widerstand gegen den Nationalsozialismus. Wurde in Berlin-Plötzensee hingerichtet.
Alfred-Göbel-Weg, Bergen-Enkheim
Alfred Göbel (1874–1952), Arzt, wurde 1903 vom Sanitätsverein Enkheim für den Ortsteil Enkheim als erster praktischer Arzt angeworben. Seine erste Praxis war in der Triebstraße 74. Nach Heirat 1904 und Hausbau 1906 in der Geizengasse 14, zog er nach dort um. Nach der Eingemeindung 1977 wurde diese Adresse nach ihm umbenannt.
Alfred-Kiefer-Weg, Schwanheim
Alfred Kiefer (1919–2003), Malermeister, langjähriger Vorsitzender, danach Ehrenvorsitzender des Vereinsrings Goldstein und Sozialbezirksvorsteher.
Alfred-Pfaff-Straße, Seckbach
Alfred Pfaff (1926–2008), aus Frankfurt-Rödelheim gebürtiger Fußballer und Fußballweltmeister 1954. Ab 1949 spielte er in der Mannschaft des Oberligisten Eintracht Frankfurt, mit der er 1960 bis ins Finale des Europapokals der Landesmeister gegen Real Madrid gelangte, wo sie dann in einem hervorragenden Spiel mit 3:7 unterlag.
Alfred-Wegener-Straße, Kalbach/Niederursel
Alfred Lothar Wegener (1880–1930), deutscher Meteorologe, Polar- und Geowissenschaftler. Als sein wichtigster Beitrag zur Wissenschaft gilt posthum die Theorie der Kontinentalverschiebung.
Alkmenestraße, Preungesheim
nicht nach Alkmene, der Mutter des Herakles, sondern nach der Apfelsorte Alkmene benannt
Allendorfer Straße, Eschersheim
Allendorf (Lumda), Kleinstadt im Landkreis Gießen
Allerheiligenstraße und Allerheiligentor, Innenstadt
nach der 1366 durch Jakob Neuhauß gestifteten Allerheiligenkapelle. Durch das Allerheiligentor drangen 1866 die Preußen nach Frankfurt ein und besiegelten sein Ende als Freie Reichsstadt. siehe auch Neuhaußstraße und Fellnerstraße
Allesinastraße, Sindlingen
Karl Franz Allesina (um 1704–1765, unverheiratet), Seidenhändler, dessen Familie aus Oberitalien eingewandert war. Sein Anwesen lag an dieser Straße, an der heute die Villa Meister (Allesinastraße 1) steht.
Allmeygang, Höchst
Die Allmey (Allmende) war der gemeinsam genutzte Besitz an Wasser, Wald und Weide. Ehemalige Kuhweide, im Mittelalter „allmey zu den dieffen wegen“. Durch gemeinsame jährliche Begehungen im Mai, den „Allmeygang“, wurden die Grenzen der einzelnen Eigentümer überprüft.
Alois-Brisbois-Weg, Höchst
Alois Brisbois (1885–1969), Schlossermeister, Gewerkschaftssekretär und CDU-Stadtverordneter in Frankfurt 1946 bis 1948. Träger der Ehrenplakette der Stadt Frankfurt 1955.
Alpenroder Straße, Sossenheim
Alpenrod, Gemeinde im Westerwaldkreis / Rheinland-Pfalz
Alsfelder Straße, Seckbach
Alsfeld, Stadt im Vogelsbergkreis
Altebergsweg, Sachsenhausen
Der Alteberg war ein Teil des östlichen Sachsenhäuser Bergs, im Gegensatz zum Neuen Berg oder Mühlberg.
Altebornstraße, Seckbach
benannt nach dem Alteborn (Alter Brunnen, „Brünnchen“), einer Quelle, die neben dem Treppenaufgang zwischen Bushaltestelle Atzelberg-Ost und der Straße An der Marienkirche entspringt, am Startpunkt des Quellenwanderweges im Frankfurter Grüngürtel.
Alt-Erlenbach, Nieder-Erlenbach
Alte Falterstraße, Griesheim
eigentlich Falltorstraße; das selbst zufallende Tor hinderte das Vieh am Verlassen der Weide.
Alte Mainzer Gasse, Altstadt
Ein schon in einer Sage von 1631 erwähntes Gässchen der Frankfurter Altstadt, die im Bombenhagel des 2. Weltkriegs unterging.
Altenburger Weg, Zeilsheim
Altenburg, Kreisstadt des Landkreises Altenburger Land/Thüringen, Skatfreunden bestens bekannt, weil dort dieses deutsche Nationalspiel entstand und Streitfragen auch während der deutschen Teilung dort verbindlich geklärt wurden.
Altenhöferallee, Riedberg
Altenhöfe, Anhöhe bei Oberursel, noch zu erkennen sind dort Wallreste aus keltischer Zeit.
Alter Gerichtsplatz, Kalbach-Riedberg
In unmittelbarer Nähe der früheren Kreuzkirche an der Bonifatiusquelle befand sich für einige Jahrhunderte auf Kalbacher Gemarkung die Gerichtsstätte der Grafschaft „von Stulen“ und der Hohemark-Waldgenossenschaft. Noch im 14. Jahrhundert wurden bei der Bonifatiuskirche zu Cruzen Gerichtstage abgehalten. Siehe auch die heutigen Straßen Zum Stulen, Bonifatiusstraße und Bonifatiuspark.
Alter Markt, Altstadt
siehe Markt.
Altheimstraße, Eschersheim
Adam Wilhelm Altheim (1871–1914), gebürtig aus Groß-Gerau, war Schüler am Städelschen Kunstinstitut und lebte später als Maler und Radierer in Frankfurt
Altkönigstraße, Westend
Altkönig, 798 m hohe Bergkuppe bei Kronberg im Taunus, noch zu erkennen sind dort Ringwälle aus keltischer Zeit.
Alt-Praunheim, Praunheim
Praunheim, Hauptdurchgangsstraße, erster Wegenachweis zur Römerzeit, gepflastert 1609
Altvaterstraße, Nieder-Eschbach
Der Altvater, tschechisch Praděd, ist mit 1491 m der höchste Berg des Altvatergebirges im östlichen Sudetenland und gleichzeitig die höchste Erhebung von Mähren.
Alzeyer Straße, Nied
Alzey, Kreisstadt in Rheinhessen/Rheinland-Pfalz. Römische Gründung, erstmals um 223 urkundlich erwähnt.

## Am

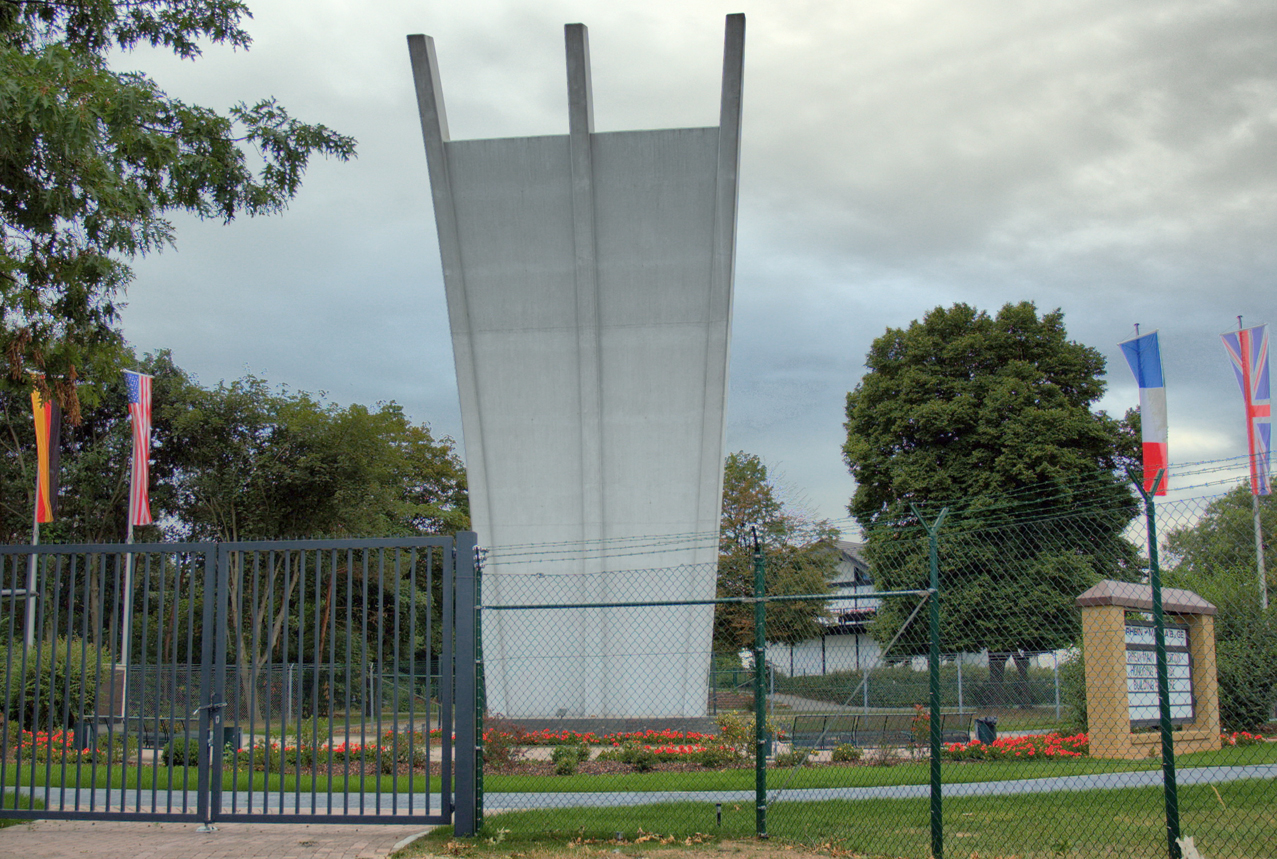
Luftbrückendenkmal in Frankfurt

Am Abtshof, Schwanheim
Schwanheim gehörte grundherrschaftlich zum St. Jakob-Kloster bei Mainz. Diese Macht wurde durch einen vom Abt dieses Klosters eingesetzten Schultheißen ausgeübt. Als Schwanheim im 15. Jahrhundert abbrannte, wurde das neue Schwanheim auf dem Gelände des ehemaligen Meierhofes/Abthofes wieder aufgebaut.
Amaliestraße, Bergen-Enkheim
Amalie, Name einer Schelmin von Bergen, eines Adelsgeschlechtes, das dort für die Grafen von Hanau die Herrschaft ausübte, war 1537 Äbtissin im Kloster Seligental in Osterburken im Odenwald.
Am Alten Schloss, Praunheim
nach der im Tal des Steinbachs gelegenen, längst abgegangenen Klettenburg, der Stammburg der Ritter von Praunheim.
Am Alten See, Rödelheim, früher Saalburgstraße
nach dem Flurnamen Alter See, gebildet durch den Kalkentalbach.
Am Alten Volkshaus, Riederwald
Das alte Volkshaus war die Versammlungs- und Begegnungsstätte des Stadtteils; es wurde im 2. Weltkrieg zerstört und 1963/64 durch ein von der Saalbau GmbH errichtetes Bürgerhaus ersetzt.
Am Atzelberg, Seckbach
Eine Atzel ist ein alter Ausdruck für eine Elster.
Am Bachberg, Preungesheim
nach der Burg Bachberg, eine ehemalige Turmhügelburg nordwestlich des Preungesheimer Ortskerns.
Ambronenpfad, Unterliederbach
Die Ambronen, ein germanischer Volksstamm, der im 2. Jahrhundert vor Christus zusammen mit den Kimbern und Teutonen in das Römische Reich eindrang und nach mehreren Siegen über römische Truppen in der Schlacht bei Aquae Sextae vernichtend geschlagen wurde.
Am Bonifatiusbrunnen, Kalbach
nach dem Brunnen, der der Legende nach entstanden ist, als der Leichnam des Bonifatius (672–754) von Mainz nach Fulda überführt und an dieser Stelle eine Rast eingelegt wurde. Seit kurzem ist ein Wanderweg eingerichtet, der an diesem neu gestalteten Brunnen Station macht und an die letzte Reise des Missionars der Franken erinnern soll. Die eigentliche Quelle ist versiegt und wird künstlich gespeist.
Am Borsdorfer, Preungesheim
Straße im sog. Apfelviertel am Frankfurter Bogen, benannt nach einer Apfelsortengruppe. Die Variante Edelborsdorfer wurde laut der Deutschen Genbank Obst bereits im 12. Jhdt. erstmals erwähnt.
Am Büttelstück, Seckbach
Ein Büttel ist ein Flur- und Weinbergshüter sowie ein Gerichtsdiener. Große Teile Seckbachs wurden landwirtschaftlich genutzt, auch für den Weinbau.
Am Burghof, Bonames
1367 verkauften die Ritter von Bonames die dortige Burg Bonames an die Stadt Frankfurt. Sie war wichtig für die Sicherung einer Straße von Frankfurt nach Oberhessen. 1546, im Schmalkaldischen Krieg wurde die Burg und der Ort Bonames von den Truppen des katholischen Kaisers abgebrannt.
Am Dammgraben, Bockenheim (Kuhwald)
Hier verlief seit Ende des 14. Jahrhunderts die Frankfurter Landwehr, deren Gräben und Dämme hier zugleich die Grenze zwischen der Reichsstadt und Bockenheim bildeten.
Am Dornbusch, Dornbusch
Flurnamen. Im Mittelalter hieß das Gebiet dorneche Loh, also dorniges Gehölz. Bis 1910 bestand das Gebiet um den ehemaligen Diebsgrundweg noch fast nur aus Dornbüschen, die vermutlich im späten Mittelalter einen Teil der Frankfurter Landwehr darstellten.
Am Ebelfeld, Praunheim
Ebel heißt der Hügel zwischen Praunheim und Hausen. Bei Grabungen stieß man dort auf zahlreiche Funde aus keltischer und römischer Zeit.
Am Eichenloh, Ginnheim
Flurnamen, Herkunft ungesichert. Könnte auf ein Eichenwäldchen oder eine dort gelegene Gerberei schließen lassen.
Am Eisernen Schlag, Ginnheim
Der Ort Ginnheim war rundum von einem Schutzzaun umgeben. Durchgänge wurden durch Schläge = Schranken gesichert
Am Eschersheimer Abtshof, Eschersheim
Bereits um das Jahr 1000 war der Abtshof, eine Niederlassung des Benediktinerordens zu Seligenstadt, der Mittelpunkt des Ortes Eschersheim. Ihm oblag auch die niedere Gerichtsbarkeit. 1914 wurde der Hof von der Stadt gekauft und abgebrochen. Auf dessen Gelände entstand der Bahnhof Eschersheim.
Amelia-Mary-Earhart-Straße, Flughafen
Amelia Earhart (1897–1937), US-amerikanische Flugpionierin und Frauenrechtlerin. Sie verscholl bei dem Versuch, als erster Mensch mit dem Flugzeug die Erde entlang dem Äquator zu umfliegen.
Am Ellerfeld, Hausen
Eller ist das niederdeutsche Wort für die Grauerle, eine Baumart aus der Familie der Birken. Nach anderer Deutung soll Eller gleichbedeutend gewesen sein mit Wüstland, also ungenutzter Wildnis.
Am Enkheimer Steg, Seckbach
Verlängerung der Gelastraße, tangiert den Sausee, mündet in die Gustav-Behringer-Straße.
Am Erlenbruch, Riederwald, Seckbach
Ein ehemaliger Altarm des Mains, ein Feuchtgebiet mit Erlen-Baumbestand.
Am Fischstein, Hausen
Flurbezeichnung. Dort stand ein Grenzstein, der die Fischereirechte auf der Nidda zwischen den Grafen Solms-Rödelheim und der Stadt Frankfurt markierte.
Am Forum, Heddernheim
Erinnert an den Marktplatz zu Nida, dem heutigen Heddernheim, als die Römer noch das Sagen hatten. Es lag da, wo heute der Friedhof ist. Ein kleiner Rest des ehemaligen Kastell-Walles ist noch vor Haus-Nr. 29 erhalten.
Am Galgen, Seckbach
Straße am Ort des ehemaligen Berger Galgens, dem Hochgericht.
Am Galgenberg, Bornheim
Bis zur Aufteilung der Grafschaft Bornheimer Berg zwischen Frankfurt und Hanau 1484 wurden Todesurteile auf dem Bornheimer Berg vollstreckt. Danach wurde die Richtstätte an die Berger Warte verlagert.
Am Geistpförtchen, Altstadt
Nach dem 1840 abgerissenen Heilig-Geist-Spital an der Saalgasse. An der Ecke zur Saalgasse stand der Heilig-Geist-Brunnen. Das Pförtchen war ein Durchlass durch die Stadtmauer zum Main.
Am Gemeindegarten, Griesheim
In der Hausnummer 6a hat die Evangelische Kirchengemeinde Frankfurt am Main-Griesheim ihren Sitz.
Am Ginnheimer Wäldchen, Ginnheim
Verlauf: von der Niddabrücke der Rosa-Luxemburg-Straße und U-Bahn-Strecke D entlang der Schnellstraße bis zur Main-Weser-Bahn, wo sie einen Knick nach Süden macht und entlang der Eisenbahn bis zur gleichnamigen Kleingartenanlage führt
Am Goldsteinpark und Am Hofgut Goldstein, Schwanheim
Etwa um 1348 hatte ein Johann Goldstein dort eine Burg (Wasserburg Goldstein) bauen lassen, die um 1400 an Frankfurt kam. Der Goldsteinpark wurde durch Franz Heinrich Siesmayer Ende des 19. Jahrhunderts gestaltet, siehe Siesmayerstraße.
Am Hauptbahnhof, Innenstadt
Vorplatz des 1888 als Centralbahnhof Frankfurt eröffneten Hauptbahnhofes. Die Errichtung des Platzes und ursprüngliche Namensgebung als Bahnhofplatz fand zur Zeit des deutschen Kaiserreichs (1871–1918) statt. In der Zeit um 1930 wurde der Platz in Hindenburgplatz umbenannt. Seine heutige Namensgebung erhielt er nach dem Zweiten Weltkrieg.
Am Heddernheimer Gaswerk, Heddernheim
Das Heddernheimer Gaswerk, 1904 in Betrieb genommen, versorgte die städtischen Straßenlaternen mit Gas.
Am Himmerich, Riedberg
benannt nach dem vormaligen Flurnamen.
Am Hirtenacker, Hausen
die Flur gehörte dem jeweiligen Dorfhirten.
Am Hochwehr, Ginnheim
Das an dem Hochwehr gesammelte Wasser wurde über einen Graben (siehe Am Mühlgraben) zur Mühle in der Ginnheimer Mühlgasse geleitet.
Am Hohen Weg, Hausen
der alte Weg nach Ginnheim war wegen der häufigen Überschwemmungen durch die Nidda aufgeschüttet und wurde daher der „Hohe Pfad“ genannt.
Am Hollerbusch, Nieder-Eschbach
Holler, mundartlich für Holunder
Am Hopfengarten, Rödelheim
zur damaligen Reichsburg und späteren Schloss in Rödelheim gehörender Pflanzgarten.
Am Industriehof, Bockenheim / Hausen
Der Industriehof, heute ein Viertel von Gewerbe-, Büro- und Wohngebäuden, entstand unter der NS-Diktatur als Kaserne. Nach dem Zweiten Weltkrieg siedelten sich auf dem stark zerstörten Gelände vor allem Industrie- und Gewerbebetriebe an. Für das auf der Schauseite von einem Tor und einer Sandsteinmauer gefasste Gebiet bürgerte sich daraufhin der Name Industriehof ein. Ab 1999 Umbau zum Dienstleistungsstandort mit vielen Arbeitsplätzen, jedoch blieb der Name (Am) Industriehof für das Viertel bzw. eine Begrenzungsstraße erhalten.
- Vor 1927 Karl-Schurz-Straße. Carl oder auch Karl Schurz, radikaldemokratischer deutscher Revolutionär, 1852 in die USA ausgewandert und dort zum Innenminister aufgestiegen.
- Ab 1927 Reichsstraße.
- In der NS-Diktatur 1937 umbenannt in Litzmannstraße. Karl Litzmann, preußischer General im 1. Weltkrieg, NSDAP-Politiker.
- Nach dem Ende des 2. Weltkrieges zunächst Rückbenennung in Karl-Schurz-Straße.
- 1950 erneut umbenannt, diesmal in Am Industriehof.

Am Jessenapfel, Preungesheim
kurze Straße im sog. Apfelviertel am Frankfurter Bogen, benannt nach einer Apfelsorte.
Am Kappelgarten, Seckbach
Von der Wilhelmshöher Straße abzweigende Sackgasse mit Wendeschleife, die eine Anfang bis Mitte der 1970er Jahre entstandene Wohnsiedlung erschließt.
Am Kirchberg, Eschersheim
Flurnamen. Herkunft unbekannt.
Am Klarapfel, Preungesheim
kurze Straße im sog. Apfelviertel am Frankfurter Bogen, benannt nach der um 1800 in Livland gezüchteten Apfelsorte (Weißen) Klarapfel.
Am Kunzengarten, Sossenheim
Straßenname
Am Köstrich, Rödelheim, früher Beckergasse
Flurname
Am Lausberg, Preungesheim
Flurname, laut dem Landesgeschichtlichen Informationssystem (LAGIS) in weiteren hessischen Orten belegt.
Am Leinritt, Fechenheim
Vor dem Zeitalter der Dampfer wurden Flussschiffe an Leinen stromaufwärts gezogen. Die von den Pferdegespannen benutzten Uferwege wurden Lein- oder Treidelpfade genannt.
Am Leisrain, Sossenheim
Flurnamen. Das Wort leis hat hier die Bedeutung von klein oder gering (z. B. leiser Verdacht).
Am Leonhardsbrunn, Bockenheim
nach einer Quelle auf einem Acker, der dem Leonhardsstift gehörte. Heute liegt er im Palmengarten und speist den großen Weiher.
Am Lindenbaum, Eschersheim
Die vermutlich zum Ende des Dreißigjährigen Krieges gepflanzte Steinlinde ist das Wahrzeichen von Eschersheim.
Am Lohrberg, Seckbach
Lohr steht als Flurbezeichnung und stammt der Wortbedeutung nach von „leer“, „kahl“. Der Lohrberg war früher unbewaldet und wurde landschaftlich genutzt, erst durch großflächigen Weinbau, später überwiegend durch Obstanbau. Nördlich der Hintergasse und östlich der Straße Am Lohrberg befand sich früher ein Braunkohle-Bergwerk der Taunus-Gewerkschaft, wie eine Karte von 1867 ausweist.
Am Lohwald, Hausen
Loh ist gleichbedeutend mit Hain und Gebüsch. Der Lohwald war Teil des alten Ginnheimer Wäldchens und wurde bereits 1282 als „Huserholze“ in einer Urkunde genannt.
Am Luftbrückendenkmal, Flughafen
1948 unterband die Sowjetunion die Versorgung Westberlins auf dem Landweg über das Territorium der Sowjetisch besetzten Zone (SBZ), später DDR. Die USA starteten darauf eine fast einjährige Hilfsaktion mit Lebensmitteln und Energie per Flugzeug, die sogenannten „Rosinenbomber“. Diese starteten hauptsächlich von Frankfurt aus. Nebenstehendes Denkmal erinnert daran.

Am Markt, Altstadt
siehe Markt.
Ammelburgstraße, Dornbusch
nach dem Namen einer alteingesessenen Frankfurter Kaufmannsfamilie.
Am Mispelbusch, Bergen-Enkheim
Mispeln, hierzulande nur noch selten vorkommender kleiner Obstbaum aus der Familie der Rosengewächse (Rosaceae). Ihre Früchte werden in der Medizin gegen Darmkrankheiten (Morbus Crohn) verwendet, aber auch zu Schnaps gebrannt.
Am Mühlgraben, Ginnheim
Das von einem Hochwehr kommende Wasser (siehe Am Hochwehr) wurde über einen Graben zur Mühle in der (s. Ginnheimer Mühlgasse) geleitet.
Amöneburger Straße, Eschersheim
Amöneburg, Stadt im Landkreis Marburg-Biedenkopf.
Amorbacher Weg, Sachsenhausen
Amorbach, Barockstadt im bayerischen Odenwald, Landkreis Miltenberg.
Ampèrestraße, Bockenheim
André-Marie Ampère (1775–1836), französischer Mathematiker und Physiker. Schuf die Grundlagen zur mathematischen Theorie des Elektromagnetismus, was übrigens seine Wortschöpfung ist. Zu seinen Ehren ist die SI-Einheit des elektrischen Stromes mit „Ampere“ benannt.
Am Pfingstlohr, Seckbach
Lohr steht als Flurbezeichnung und stammt der Wortbedeutung nach von „leer“, „kahl“. Der Lohrberg war früher unbewaldet und wurde landschaftlich genutzt, erst durch großflächigen Weinbau, später überwiegend durch Obstanbau.
Am Posthorn, Bockenheim
kurze Straße mit bogigem Verlauf in der 1951 bis 1954 errichteten Postsiedlung.
Am Riederbruch, Riederwald
Bruch, im norddeutschen auch Broich oder Brook geschrieben, bedeutet Sumpf oder Feuchtland. Die Straße trennte im 15. Jahrhundert die Riederhöfe und deren damals zu Hessen-Hanau gehörende Ländereien.
Am Riedsteg, Nieder-Erlenbach
Rest der römischen Verbindungsstraße („Elisabethenstraße“), der ehemaligen Steinstraße in die Wetterau, führte von Nida über Bonames nach dem römischen Kastell Okarben
Am Rödelheimer Wehr, Rödelheim, früher Wehrstraße
Straße zur Nidda, das denkmalgeschützte Petrihaus steht direkt am Ufer.
Am Römerbrunnen, Harheim
Funde belegen, dass Harheim schon in der Römerzeit besiedelt war. So wurde dort ein Brunnen aus jener Periode entdeckt.
Am Römerhof, Bockenheim
Der Name führt sich auf einen Gutshof vor den Stadttoren zurück, auf halber Strecke nach Höchst. Als die maroden Gebäude benachbart neu gebaut werden sollten, stieß man auf einen alten römischen Steinsarg aus rotem Sandstein. Von nun an hatte der Gutshof den einprägsamen Namen „Römerhof“. Der Steinsarg selbst fand als Brunnentrog in Rödelheim Verwendung.
Am Rosenberg, Nied
Die frühere, nach 1900 und bis 1914 bebaute Feldbergstraße erhielt mit der Eingemeindung 1928 einen alten Nieder Flurnamen. Dessen Herkunft liegt im Dunkeln: Neben dem Hinweis auf ein Heckenrosengebüsch an einem Hang oder eine Rossweide wird auch eine Flachsröste angenommen.
Am Rütschlehen, Fechenheim
Rütsch war die Bezeichnung für ein abschüssiges Gelände, auf dem man leicht ausrutschen konnte. Das Rütschlehen benannte Grundstück hatte der Kaiser einstmals dem Kloster Arnsburg geschenkt, das bei der Säkularisation 1803 aufgelöst wurde.
Am Saalenbusch, Fechenheim
Flurname
Am Salzhaus, Innenstadt
Die Patrizierfamilie Malapert war durch den Handel mit dem in Bad Soden gewonnenen Salz reich geworden und baute 1678 am Kleinen Hirschgraben ein prächtiges Haus, das im Zweiten Weltkrieg zerstört und danach nicht mehr aufgebaut wurde. Siehe auch Malapertstraße. Bei dem namensgebenden „Salzhaus“ handelt es sich aber nicht um das berühmte, ebenfalls am 22. März 1944 zerstörte Salzhaus am Römerberg.
Am Sausee, Seckbach
Straße am Sausee, ehemaliger Altarm des Mains.
Am Schießrain, Seckbach
Anliegerstraße, die Hofhausstraße und Wilhelmshöher Straße mit der Hochstädter Straße verbindet.
Am Seckbacher Preul, Seckbach
Preul, andernorts auch Breul, Broil oder Brühl geschrieben, ist eine feuchte, fruchtbare Wiese, oft mit Gesträuch oder Bäumen bewachsen.
Am Seckbacher Ried, Seckbach
abgeleitet vom angrenzenden Seckbacher Ried.
Am Seedamm, Rödelheim
Schon in römischer Zeit angelegter Damm, um den Westerbach zu stauen. 1820 abgetragen.
Am Selzerbrunnen, Nied
Salzhaltiger Mineralbrunnen, daher der Name, bei der Eisenbahnersiedlung, unweit der Nidda. Viele Anwohner schwören auf dieses Wasser, an das sich Otto Normaltrinker erst gewöhnen muss. Vor der Nieder Eingemeindung im Jahr 1928 Ringstraße.
Am Spritzenhaus, Hausen
heute gebräuchlicher Ausdruck ist Feuerwehrhaus.
Am Städelshof, Innenstadt
Besitzer dieser Liegenschaft war die Familie Städel, der wir auch das Städel-Museum verdanken.
Am Steinernen Stock, Dornbusch
Älteste urkundliche Bezeichnung für den Kühhornshof, wo heute der Hessische Rundfunk residiert. Siehe auch Kühhornshofweg und Bertramstraße.
Am Stiegelschlag, Bornheim
Stiegel bedeutet eine kleine Treppe, mit der ein (Weide-)Zaun oder Wildgatter überquert werden konnte. Schlag, vergleiche Schlagbaum, war eine Passage im Zaun, der den Ort umschloss und somit sicherte.
Am Tiergarten, Ostend
Die Straße, die direkt am Frankfurter Zoo liegt, wurde 2007 umbenannt in Bernhard-Grzimek-Allee nach dem ehemaligen Direktor des Frankfurter Zoologischen Gartens.
Am Treutengraben, Praunheim
Mit Schlamm und Morast versehenes Gelände
Amtsgasse, Höchst
Nach dem hiesigen Verwaltungssitz des nassauischen Amt Höchst bzw. des späteren Kreis Höchst und des heutigen Main-Taunus-Kreises, dessen Kreisverwaltung bis 1987 in Höchst saß. Das ehemalige Kreishaus an der Ecke zur Bolongarostraße steht noch.
Am Viehtrieb, Hausen
landwirtschaftlich genutzter Weg zur dörflichen Viehweide.
Am Wasserpark, Nordend
Die 2007 angelegte Straße wurde nach dem angrenzenden Wasserpark benannt.
Am Weidenbaum, Griesheim
Bedingt durch die Industrialisierung dehnte sich das Dorf Griesheim östlich in den ländlichen Bereich zwischen Alt-Griesheim und der Alten Falterstraße aus.
Am Weigelsgarten, Frankfurter Berg
Flurname. Weigel ist ein Kosename für Wigand, Weigand und ähnliche mit wîg beginnende Vornamen
Am Weimarfloß, Ginnheim
Weimar bzw. Weimer bedeutet Weiher, Floß ist ein fließendes Gewässer. Der Weimarfloß entsprang dem Weimarbörnchen und mündete in die Nidda. Längst ist er in der Kanalisation verschwunden.
Am Weißen Stein, Eschersheim
Flurnamen. Herkunft unbekannt.
Am Weißen Turm, Bergen-Enkheim
Der Weiße Turm war Teil der Berger Stadtmauer, diente später als Wachlokal und Gefängnis.
Am Wiesenhof, Schwanheim
Der um 1700 entstandene Wiesenhof lag etwas südlich vom Hofgut Goldstein. Die Siedlung war spätestens 1787 eine Wüstung.
Am Wingert, Kalbach
Wingert bedeutet Weingarten. Also muss es auch in Kalbach einmal Weinstöcke gegeben haben.
Am Wingertsgrund, Griesheim
Nicht nur in Kalbach, auch in Griesheim gab es offensichtlich einmal Weinbau.

## An
An den Bangerten, Bockenheim
Bangert ist eine süddeutsch-mundartliche Variante von Baumgarten oder Obstgarten.
An den Flesch-Werken, Gallus
Die Farb- und Gerbstoffwerke Carl Flesch waren seit 1885 in Frankfurt ansässig und gehörten zu den ältesten Unternehmen im Gallus. Während der Nazi-Diktatur wurde das Eigentum der jüdischen Eigentümer „nach Drehbuch“ arisiert. Mit der Benennung der dreieckigen Fläche zwischen Kleyerstraße, Schwalbacher Straße und Julius-Munk-Anlage soll dieser und anderer Opfer gedacht werden, denen zu Lebzeiten keine materielle Restitution zuteilwurde. Hatte der zuständige Ortsbeirat noch dudengerecht die Schreibung „An den Fleschwerken“ ohne Bindestrich angeregt, entschied sich der Magistrat dann für die Variante mit Kopplung.
An den Geiselwiesen, Praunheim
Geisel ist hier gleichbedeutend mit Pfand. Von wem und an wen diese Wiesen verpfändet waren, ist unbekannt.
An den Katharinenhöfen, Bockenheim
Katharina zum Rebstock, legendäre Stifterin des 14. Jahrhunderts, mit deren Stiftungsvermögen das Katharinenkloster in Frankfurt gebaut werden konnte.
An den Postwiesen, Hausen
richtiger wäre Pfostenwiesen gewesen, denn die Pfosten grenzten Hausen gegen Praunheim ab. Doch nach einer anderen Überlieferung sollen dort vor 1666 die Pesttoten beerdigt worden sein, also hätten sie früher Pestwiesen geheißen.
An den Schießhütten, Oberrad
modernere Bezeichnung wäre Am Schützenhaus.
An der Bitz, Praunheim
Die Bitze (bezune) ist ein altalemannisches Wort für ein umzäuntes Gartengelände innerhalb des Dorfzaunes.
An der Alten Ziegelei, Nieder-Eschbach
1905 erbaute Karl Bieber dort eine Ziegelei, die 1969 ihre Produktion einstellte und 1972 abgebrochen wurde.
An der Fähre, Griesheim
Landeplatz der Mainfähre nach Goldstein. Da es in dieser Siedlung anfangs weder Einkaufsmöglichkeiten noch Schulen oder Nahverkehr gab, setzten die Goldsteiner nach Griesheim über.
An der Festeburg, Seckbach
Die Festeburg war ein Ausflugslokal mit burgähnlicher Ornamentik an der Friedberger Landstraße nahe dem Heiligenstock. 1932 wird die Festeburgsiedlung errichtet. 1962 wird daneben die Berufsgenossenschaftliche Unfallklinik Frankfurt am Main eröffnet, 1963 der Blumen- und Zierpflanzengroßmarkt Rhein-Main.
An der Goetheruh, Oberrad
in unmittelbarer Nähe des Goetheturms eine kleine Erhebung, von der man einen Blick auf Frankfurt genießen kann. Sollte Goethe jemals dort gewesen sein, dann nur in jungen Jahren, denn sein Verhältnis zur Vaterstadt war später so stark getrübt, dass er sogar das dortige Bürgerrecht aufgab.
An der Gruckau, Bergen-Enkheim
Gruckau war der Name der Reichsburg der Schelmen (Schelmenburg) in Bergen und wurde in alten Urkunden von 1382, 1389 und 1444 so erwähnt, die die Grafen von Hanau 1354 zwangsweise an sich brachten.
An der Hauptwache, Innenstadt
Die Hauptwache, in ihrer derzeitigen barocken Gestalt um 1730 erbaut, war eine militärische Wachstube mit Pranger und Gefängnis. Im Wachensturm von 1833 wurden die dortigen Gefangenen kurzfristig befreit, doch der Bürgeraufstand danach schnell niedergeschlagen. Vor dem Bau der U-Bahn-Station/B-Ebene war die Hauptwache komplett zerlegt und danach wieder original aufgebaut worden. Heute ein Café sowie Geschäftsräume der Stadtwerke Frankfurt.
An der Herrenwiese, Schwanheim
Unter den Herren verstand man früher meist die Pfarrer. Diesen stand häufig der Pachtzins aus einer Widum, einem zur Pfarrei gehörigen Hof, zu, der von einem örtlichen Bauern bewirtschaftet wurde.
An der Litzelwiese, Hausen/Praunheim
litzel bedeutet lützel, d. h. klein. Siehe engl. little oder norddeutsch lütje.
An der Lühe, Hausen
gleichbedeutend mit Loh oder Löh, das vom lat. Wort „lucus“ = Hain abgeleitet ist.
An der Mainkur, Fechenheim
hat nichts mit einem Kurbad zu tun, sondern bedeutet schlicht Mainkurve oder Mainkrümmung.
An der Mannsfaust, Oberrad
Bereits im 16. Jahrhundert stand unweit dieser Straße ein Heiligenstock, auf dem eine eiserne Faust den Weg nach Offenbach wies.
An der Marienkirche, Seckbach
An die evangelische Marienkirche angrenzendes Straßenstück.
An der Praunheimer Mühle, Praunheim
Bereits 1396 wird diese an der Nidda gelegene Mühle urkundlich erwähnt. Heute ist in den verbliebenen Gebäuden ein Jugendhof der Stadt untergebracht.
An der Ringmauer, Heddernheim
Die römische Stadt Nida lag auf der Gemarkung des heutigen Heddernheim. Sie war durch eine etwa 2800 m lange, 3 m hohe und 2 m starke Ringmauer gesichert, deren Steine aber später für Bauten in der Nachbarschaft Verwendung fanden, so dass keine Spuren mehr von ihr vorhanden sind.
An der Ruhbank, Bergen-Enkheim
Benannt nach einem 1766 im Ortsteil Bergen errichteten Ruhstein für Lastenträger; diese sog. Windecker Ruhebank befindet sich unweit an der Einmündung des Gräsigten Weges in die Marktstraße und ist, ebenso wie mehrere weitere Ruhebänke im Ort, heute ein Berger Kulturdenkmal.
An der Rosenkranzkirche, Seckbach
Sackgasse, die als Zubringer zum Parkplatz und Grundstück der katholischen Maria-Rosenkranz-Gemeinde dient.
An der Sandelmühle, Heddernheim
In der Sandelmühle wurde das aus Ostindien importierte Sandelholz zerrieben und daraus das ätherische Sandelöl gewonnen.
An der Schwarzbachmühle, Schwanheim
Die Schwarzbachmühle gehörte zum nahe gelegenen Wiesenhof und wurde mit Wasser vom Schwarzbach betrieben.
Andersenweg, Ginnheim
Hans Christian Andersen (1805–1875), dänischer Märchenschriftsteller und Dichter
An der Staufenmauer (bis 1888 Judengasse, 1888–1935 und 1945–1979 Börnestraße, 1935–1945 Großer Wollgraben), Altstadt
Die Straße verläuft entlang der hochmittelalterlichen Staufenmauer und entspricht dem nördlichen Teil der Frankfurter Judengasse. 1888 wurde die Straße nach dessen berühmtestem Bewohner Ludwig Börne benannt. Heute trägt nur noch der südliche Teil diesen Namen. Siehe auch Börnestraße.
An der Steinmühle, Nied
Die Steinmühle gehörte dem Mainzer Kurfürsten und von diesem in Erbpacht an die Herren von Reifenberg vergeben. 1770 gelangte sie in Erbpacht der Familie Bolongaro, die aus der früheren Mahl- und Ölmühle eine noch lohnendere Tabaksmühle machte.
An der Tillylinde, Höchst
Johann t’Serclaes Graf von Tilly (1559–1632), Heerführer der Katholischen Liga und einer der namhaftesten Feldherrn des Dreißigjährigen Kriegs. In der Schlacht bei Höchst besiegte er 1622 das protestantische Heer von Herzog Christian von Braunschweig. Unter der fünfhundert bis tausend Jahre alten Linde soll er geruht haben. 1932 wurde sie vom Blitz getroffen, 1933 gefällt, 1987 wurde eine neue Linde an diesem Platz gepflanzt.
An der Wildhube, Schwanheim
Im riesigen Dreieichwald, von dem der heutige Stadtwald einen kleinen Teil bildete, gab es Dutzende von Wildhuben. Die Wildhuber, heute könnte man Wildhüter sagen, hatten die Aufgabe, den Wald zu hegen und vor Wilddieben und Waldfrevlern zu schützen, jedoch hatten sie kein Jagdrecht in dem von ihnen verwalteten Bezirk.
An der Wolfsweide, Preungesheim
Noch bis ins späte Mittelalter soll es in dem dortigen Sumpfgebiet des Mains wilde Tiere wie Wölfe und Bären gegeben haben. Der letzte Wolf soll am Bornheimer Hang um 1478 geschossen worden sein.
An der Zingelswiese, Griesheim
Zingel, abgeleitet vom lat. Wort Cingulum=Gürtel, war im Mittelalter eine den Ort umzingelnde Mauer, also eine Ringmauer.
Andreaestraße, Bornheim
Magdalena Andreae vermachte 1778 der niederländisch reformierten Gemeinde eine große Stiftung, mit der u. a. in der Seilerstraße ein Waisenhaus errichtet wurde. In der Andreaestraße 5 – 11 stand seit 1955 die Heilandskirche mit angrenzendem Kindergarten, Schwestern- und Pfarrhaus. Das Ensemble wurde 2005 komplett niedergelegt, um einem Diakoniezentrum der Gemeinde Bornheim Platz zu machen.
Angelika-Machinek-Straße, Bockenheim
Angelika Machinek (1956–2006), deutsche Segelfliegerin mit diversen Meisterschaftstiteln. Sie kam beim Absturz ihres Ultraleichtflugzeuges in der Nähe von Echzell ums Leben.
Annabergstraße, Zeilsheim
Annaberg-Buchholz, Verwaltungssitz und Große Kreisstadt im Landkreis Annaberg/Erzgebirge
Anna-Beyer-Straße, Nordend-West
Anna Beyer (1909–1991), Mitglied der Frankfurter Widerstandsgruppe des Internationalen Sozialistischen Kampfbundes (ISK) und Mitbegründerin der Frankfurter SPD nach dem Zweiten Weltkrieg.
Anna-Lindh-Allee, Nieder-Eschbach
Ylva Anna Maria Lindh (1957–2003), schwedische Außenministerin, wurde von einem Schweden serbischer Abstammung ermordet, das Tatmotiv ist bis heute unbekannt
Anna-Seghers-Pfad, Dornbusch
Anna Seghers (1900–1983), in Mainz gebürtige Schriftstellerin, die aufgrund jüdischer Abstammung  und KPD-Mitgliedschaft 1933 vor den Nationalsozialisten über mehrere Zwischenstationen nach Mexico emigrierte, 1947 nach Deutschland zurückkehrte und bis zu ihrem Tode in Ostberlin lebte. Ehrenbürgerin von Ostberlin und Mainz.
Annastraße, Nordend
Anna von Fürstenberger (1510–1573), Gemahlin des Justinian von Holzhausen, Ratsmitglied zu Frankfurt, nach dessen Familie ein ganzes Viertel benannt ist. Ihr Bild, gemalt von Conrad Faber von Kreuznach, hängt im Städel
Anne-Frank-Straße, Eschersheim
Anne Frank (1929–1945), jüdische Schülerin aus Frankfurt, schrieb ein berühmt gewordenes und verfilmtes Tagebuch über ihr Leben als Exilantin in dem von den Nazis besetzten Holland. Sie starb 1945 im KZ Bergen-Belsen.
Anneliese-Hoevel-Straße, Nordend-West
Anneliese Hoevel (1898–1942), Widerstandskämpferin gegen das Nazi-Regime, Ehefrau von Andreas Hoevel. Beide wurden 1942 wegen Hochverrats in Preungesheim hingerichtet.
Annemarie-Schlordt-Straße, Sossenheim
Annemarie Schlordt (1901–1977), Kommunalpolitikerin und Diplom-Handelslehrerin. 1964 war sie mit der Ehrenplakette der Stadt Frankfurt ausgezeichnet worden.
Annette-Kolb-Straße, Kalbach
Annette Kolb (1870–1967), mit bürgerlichem Namen Anna Mathilde Kolb, Schriftstellerin und Pazifistin aus München. Ihre Bücher wurden von den Nazis verbrannt. Ab 1933 im Exil in Frankreich und USA. Setzte sich stark für die deutsch-französische Verständigung ein.
Anspacher Straße, Gallus
Anspach, seit 1970 Neu-Anspach, Stadt im Hochtaunuskreis.
Anton-Burger-Weg, Sachsenhausen
Anton Burger (1824–1905), in Frankfurt geborener Maler der Kronberger Malerkolonie.
Antoninusstraße, Heddernheim
Antoninus Pius (86–161), römischer Kaiser von 138 bis zu seinem Tod. In seiner Herrschaft wurde der Limes weiter nach Osten verlegt. Dies war wohl auch für die Sicherung der Stadt Nida von großer Bedeutung.
Antoniterstraße, Höchst
Die Antoniter, um 1298 in Südfrankreich gegründeter Hospitalorden, widmeten sich der Pflege von Kranken, die an Mutterkornseuche litten, und wurden dadurch recht wohlhabend. 1441 gründeten sie in Höchst ein Kloster, das auch in Frankfurt (siehe Töngesgasse) eine Dependance unterhielt. Infolge des Reichsdeputationshauptschlusses fiel das Vermögen 1803 an den Herzog von Nassau.
Anton-Radl-Pfad, Sachsenhausen
Anton Radl (1774–1852), aus Wien gebürtiger Maler, der ab 1794 in Frankfurt bei Johann Gottlieb Prestel das Kupferstecherhandwerk erlernte und dort bis zu seinem Tode blieb.
Anton-Schlüter-Straße, Kalbach
Drei Generationen Anton Schlüter (1867–1949/1888–1957/1915–1999) führten das 1899 gegründete Motoren-, später Traktorenwerk Anton Schlüter, in Freising bei München. 1993 wurde die Firma verkauft und die Produktion nach Nürnberg verlagert.
Anzengruberstraße, Dornbusch
Ludwig Anzengruber (1839–1889), Wiener Dramatiker und Erzähler. Viele seiner heute meist vergessenen Werke wurden später verfilmt, einige sogar noch nach 1990. Sie siedeln meist im Kleinbürgertum und im bäuerischen Milieu.

## Ap
Apoldaer Weg, Zeilsheim
Apolda, Kreisstadt im Landkreis Weimarer Land / Thüringen
Apostelstraße, Niederrad
Bis zur Eingemeindung nach Frankfurt hieß sie schlicht Kirchstraße und wurde, um eine Namensduplizität zu vermeiden, 1900 umbenannt.
Appelsgasse, Bockenheim
nach der Familie Appel, die den Grund und Boden für diese Gasse zur Verfügung stellte.
Aralienstraße, Unterliederbach
Araliengewächse (Araliaceae), meist Beerensträucher, sind eine Familie innerhalb der Bedecktsamer. Vorkommen in tropischen Wäldern Ozeaniens und Südostasiens.
Arndtstraße, Westend
Ernst Moritz Arndt (1769–1860), deutscher Dichter mit stark nationalistischer, antifranzösischer, teilweise antisemitischer Prägung, Abgeordneter bei der Frankfurter Nationalversammlung 1848. In gewisser Hinsicht Begründer der Deutschen Burschenschaften.
Arnoldshainer Straße, Rödelheim
Arnoldshain, seit 1972 Ortsteil von Schmitten (Hochtaunus) im Hochtaunuskreis. Die dortige evangelische Akademie genießt in protestantischen Kreisen einen legendären Ruf dank der Arnoldshainer Konferenz.
Arnoldstraße, Nieder-Eschbach
Der erste, im Jahre 1272 namentlich verbürgte Ortsvorsteher von Nieder-Eschbach.
Arnsburger Straße, Bornheim
Das Kloster Arnsburg bei Lich. Die 1174 erbaute Klosteranlage der Zisterzienser verfiel nach der Säkularisation 1803 und wurde erst nach dem Zweiten Weltkrieg wieder instand gesetzt. Heute Naherholungsstätte. Hatte in Frankfurt bedeutende Besitzungen, auch in Bornheim.
Arnstädter Weg, Zeilsheim
Arnstadt, Kreisstadt des Ilm-Kreises in Thüringen
Arnsteiner Straße, Nordend
mit großer Wahrscheinlichkeit nach Arnstein, einer Kleinstadt im Landkreis Main-Spessart, benannt.
Arnswalder Straße, Bergen-Enkheim
Der Landkreis Arnswalde (mit Kreisstadt Arnswalde) war bis 1945 eine Verwaltungseinheit in der preußischen Provinz Pommern, etwa 75 km östlich von Stettin. Polnischer Name Choszczno.
Arolser Straße, Seckbach
Bad Arolsen, Barockstadt im Landkreis Waldeck-Frankenberg/Nordhessen. Von 1655 bis 1918 Residenzstadt der Fürsten von Waldeck-Pyrmont.
Arthur-Stern-Platz, Rödelheim
Arthur Stern (1890–1963), jüdischer Kaufmann, gebürtig in Rödelheim,  Vorsitzender des 1. Rödelheimer Fußballclubs 02 e. V., wurde 1938 ins KZ Buchenwald verbracht und emigrierte nach seiner Entlassung in die USA.
Arthur-von-Weinberg-Steg, Brücke über Main (Frankfurt/Fechenheim mit dem Offenbacher Stadtteil Bürgel)
Arthur von Weinberg (1860–1943), deutscher Chemiker und Industrieller, Teilhaber der Cassella Farbwerke Mainkur, bedeutender Mäzen, Ehrenbürger Frankfurt, 1943 wegen seiner jüdischen Abstammung im KZ Theresienstadt ermordet.
Arthur-von-Weinberg-Straße, Kalbach-Riedberg
Arthur von Weinberg, siehe vorheriger Eintrag
Aschaffenburger Straße, Sachsenhausen
Aschaffenburg, Kreisfreie Stadt am Main, im gleichnamigen Landkreis in Unterfranken.
Aschebachstraße, Nieder-Eschbach
Unter dem Namen Aschebach, der im Lorscher Codex mehrfach erwähnt wird, vermutet man stark die frühere Bezeichnung für Eschbach. Unklar ist, ob Ober- oder Nieder-Eschbach damit gemeint ist; eine entsprechende Unterscheidung nimmt der Codex nicht vor. Mehr dazu unter Ober-Eschbach.
Assenheimer Straße, Rödelheim, früher Obergasse
Assenheim, seit 1972 Stadtteil von Niddatal im Wetteraukreis, vormals Sitz der Grafen von Solms-Rödelheim und Assenheim, denen auch das Schloss und der Ort Rödelheim gehörte.
Aßlarer Straße, Heddernheim
Aßlar, Stadt nahe Wetzlar im Lahn-Dill-Kreis, am Rande des Westerwaldes.
Aßmannshäuser Weg, Sachsenhausen
Aßmannshausen, seit 1977 Stadtteil von Rüdesheim am Rhein im Rheingau-Taunus-Kreis
Athener Straße, Gallus
Athen, Hauptstadt Griechenlands, darf im Europaviertel nicht fehlen
Atzelbergplatz, Seckbach
Eine Atzel ist ein alter Ausdruck für eine Elster. Der Platz ist Ende der 1960er bzw. Anfang der 1970er Jahre angelegt worden. Um den Platz herum sind Geschäfte angesiedelt.
Atzelbergstraße, Seckbach
Eine Atzel ist ein alter Ausdruck für eine Elster. Die Straße ist Ende der 1960er bzw. Anfang der 1970er Jahre entstanden und führt durch eine seinerzeit errichtete Wohnsiedlung.

## Au
Auerbacher Straße, Bergen-Enkheim
Es gibt 15 verschiedene Orte mit Namen Auerbach. Da die Straße vor der Eingemeindung nach Frankfurt Odenwaldstraße hieß, kommt mit hoher Wahrscheinlichkeit der Bensheimer Stadtteil Auerbach in Frage.
Auerfeldstraße, Seckbach
Verlängerung des Auerweges in Richtung Seckbacher Ortskern, mit Anschluss an die Hofhausstraße.
Auerstraße, Höchst
Carl Auer von Welsbach (1858–1929), österr. Chemiker. Erfinder des Glühstrumpfs im Gaslicht, der Metallfadenlampe und des Zündsteins im Feuerzeug.
Auerweg, Seckbach
Er verläuft auf der Trasse einer römischen Straße von der Mainkur über die Niedergasse in Seckbach, den Marbachweg und die Hügelstraße letztlich über die Elisabethenstraße auf Mainz zu, s. a. Diebsgrundweg.
Auerswaldstraße, Ostend
Hans Adolf Erdmann von Auerswald (1792–1848), preußischer General, Mitglied in der Frankfurter Nationalversammlung, wurde bei Unruhen im Zusammenhang mit dem Vertrag von Malmö (1848) zusammen mit Felix Fürst Lichnowsky von Aufständischen auf der Bornheimer Heide ermordet.
Auf dem Lohr, Seckbach
Flurbezeichnung Lohr. Lohr bedeutete „leer“, „kahl“. Der Lohrberg war früher unbewaldet.
Auf dem Mühlberg, Sachsenhausen
Der Deutsche Orden hatte in diesem Gebiet eine Mühle betrieben, die aber 1552 abbrannte und nicht wieder aufgebaut wurde. Dort stand auch ein hölzerner Vorläufer der Sachsenhäuser Warte, die aber 1470 zugunsten eines Steinbaus auf dem höher gelegenen Sachsenhäuser Berg aufgegeben wurde.
Auf dem Schafberg, Griesheim
Flurbezeichnung in Griesheim.
Auf der Schanz, Sossenheim
Der Straßenname erinnert an die Schlacht bei Höchst im Jahr 1622, später auch eine Flurbezeichnung.
Auf der Schloßhecke, Ginnheim
hat nichts mit einem Schloss zu tun, sondern müsste Schlusshecke heißen. War Teil des Ginnheim umgebenden Zaunes.
Auf der Steinern Straße, Nieder-Eschbach
Rest der römischen Verbindungsstraße („Elisabethenstraße“) in die Wetterau, führte von Nida über Bonames (bona mansio = gute Rast) nach dem römischen Kastell Okarben.
Auf der Steinritz, Nieder-Erlenbach
Fährt man mit dem Pflug über einen im Boden verborgenen Stein, kann man das gut hören und oft schmerzhaft zu spüren bekommen. Oft waren alte (Römer-?)Bauten die Steine des Anstoßes, hier waren es möglicherweise die Reste der Römerstraße von Nieder-Eschbach nach Okarben.
Auf der Sülze, Seckbach
kleiner Platz auf der A661, am Zusammentreffen von Wilhelmshöher Straße und Heinz-Herbert-Karry-Straße. Benannt nach der Sülze bzw. Sülzweide, dem Taleinschnitt zwischen Seckbach und Bornheim, in dem heute die Autobahn verläuft. Beide Orte nutzten dieses Gebiet gemeinsam als „Koppelhut“ (von „koppeln“ und „hüten“). 1787 wurde die Sülzweide mit sogenannten Hutsteinen eingefasst.
Auf der Ulmenklaue, Seckbach
verläuft weitestgehend parallel zur A 661 und stellt eine Verbindung von der Heinz-Herbert-Karry-Straße zu Freizeitgärten her.
Augrabenweg, Unterliederbach
Die an Flussläufen übliche Aue, sprich ein recht sumpfiges Gelände, wurde durch den Augraben entwässert und es entstand daraus gutes Wiesenland.
August-Bebel-Straße, Griesheim (1933–1945 umbenannt in Kolmarer Straße)
Ferdinand August Bebel (1840–1913), Führer der Arbeiterbewegung, sozialistischer Politiker und Mitbegründer der SPD. Mehrfach wurde er aufgrund der Sozialistengesetze inhaftiert.
- Kolmarer Straße: Die Nationalsozialisten tilgten die Erinnerung an den sozialistischen Politiker Bebel und wählten stattdessen die elsässische Stadt Colmar als Namensgeber. Um ihren Gebietsanspruch zu unterstreichen, entschieden sie sich für eine besonders „deutsche“ Schreibweise mit K, die nicht einmal während der Besetzung Elsass-Lothringens durch das Kaiserreich amtlich war.

Augustenburgstraße, Rödelheim
Anstelle der baufällig gewordenen Klettenburg wurde 1580 durch Philipp Wolf von Praunheim ein Schloss errichtet, das 1658 in den Besitz der Grafen von Solms-Rödelheim und Assenheim überging und Augustenburg genannt wurde. Diese wiederum wurde 1760 abgebrochen.
August-Euler-Straße, Bockenheim
August Euler (1868–1957), deutscher Flugpionier, eröffnete die erste deutsche Fabrik für Motorflugzeuge bei Darmstadt. 1911 verlegte er sie in die Nähe von Niederrad. Absolvent der ersten amtlich vorgeschriebenen, international gültigen Pilotenprüfung in Deutschland.
August-Laubenheimer-Straße, Schwanheim
August Laubenheimer (1848–1904), Professor, Chemiker, Direktor und Vorstandsmitglied der Farbwerke Hoechst.
August-Schanz-Straße, Preungesheim
August Schanz (1871–1935), Gründer der Gewerbeförderungsanstalt in Frankfurt
August-Scheidel-Straße, Ginnheim
August Scheidel (1859–1932) war Generalkonsul und vermachte sein Vermögen der Universität Frankfurt, deren erster Ehrenbürger er wurde.
August-Siebert-Straße, Westend
August Siebert (1854–1923), Direktor des Palmengartens ab 1887. Baute die Schauhäuser.
Augustusstraße, Heddernheim
Gaius Octavius Thurinus, besser bekannt unter dem Namen Augustus (63 v. Chr.–14 n. Chr.), erster römischer Kaiser.
Aussiger Straße, Sachsenhausen
Aussig an der Elbe, tschechisch Ústí nad Labem, Stadt im Norden von Böhmen, Tschechien. Heimat vieler zwangsausgesiedelter sog. Sudetendeutscher, die sich nach 1945 in Frankfurt niederließen.
Autogenstraße, Griesheim
Nach dem 1840 von Desbassayns de Richmont erfundenen Autogenschweißverfahren. Zwei Metalle werden mit einem Acetylen-Sauerstoffgemisch per Schweißbrenner verbunden.

## Ay
Aystettstraße, Nordend
Die Patrizierfamilie Fleckhammer von Aystetten stammte aus Wasserburg am Inn und handelte mit Seide. 1613 geadelt. Stellte mit Philipp Jacob Fleckhammer von Aystetten 1709 den Älteren Bürgermeister der Stadt Frankfurt.

## Az
Azaleenweg, Frankfurter Berg
Als Azaleen werden verschiedene Arten und Sorten der Gattung Rhododendron bezeichnet; es sind laubabwerfende oder kleinblättrige immergrüne Sträucher.